# Sara Ret
Sara Ret (26 de marzo de 1998) es una deportista italiana que compite en tiro con arco, en la modalidad de arco compuesto.
Ganó dos medallas en el Campeonato Europeo de Tiro con Arco al Aire Libre, bronce en 2021 y plata en 2022, y una medalla de plata en el Campeonato Europeo de Tiro con Arco en Sala de 2019.

## Palmarés internacional
| Campeonato Europeo al Aire Libre | Campeonato Europeo al Aire Libre | Campeonato Europeo al Aire Libre | Campeonato Europeo al Aire Libre |
| Año                              | Lugar                            | Medalla                          | Prueba                           |
| -------------------------------- | -------------------------------- | -------------------------------- | -------------------------------- |
| 2021                             | Antalya (Turquía)                | Medalla de bronce                | Equipo                           |
| 2022                             | Múnich (Alemania)                | Medalla de plata                 | Equipo                           |
| Campeonato Europeo en Sala       |                                  |                                  |                                  |
| Año                              | Lugar                            | Medalla                          | Prueba                           |
| 2019                             | Samsun (Turquía)                 | Medalla de plata                 | Equipo                           |